# Pittsfield (New Hampshire)
Pittsfield – miasto w Stanach Zjednoczonych, w stanie New Hampshire, w hrabstwie Merrimack.